# Welf III
Welf van Karinthië (? - Burg Bodman, 13 november 1055) was de enige zoon van Welf II van Altdorf en van Imiza. Keizer Hendrik III schonk de gebieden Karinthië en Verona in 1047 aan Welf. Hij stierf ongehuwd en kinderloos.